# Caviria
Caviria é um gênero de traça pertencente à família Arctiidae.